# Inmigración estadounidense en Brasil
La inmigración estadounidense en Brasil tuvo su auge a mediados del siglo XIX, y en la actualidad su diáspora y descendencia corresponde a la población brasileña que es total, parcial o predominantemente de ascendencia estadounidense, o un inmigrante reciente nacido en Estados Unidos viviendo en Brasil. Datos de la embajada estadounidense en Brasil cifra a sus descendientes en 260.000 personas.

## Historia

### Inmigración confederada
Los confederados son un subgrupo cultural de este contingente, y son descendientes de personas que huyeron de los Estados Confederados de América a Brasil con sus familias después de la Guerra de Secesión Estadounidense (1861-1865). Al final de esta guerra civil en la década de 1860, comenzó una migración de confederados a Brasil, con un número total de inmigrantes estimado en 10.000 a 20.000 personas. Los motivos iniciales para la migración confederada a Brasil tuvieron que ver con la posibilidad de mantener un estilo de vida similar al llevado por estos en los estados sureños de su país natal, manteniendo la vocación agrícola basada en el algodón, y con un modelo todavía favorable al esclavismo en la producción, así como a las políticas pro recepción de inmigrantes por parte de Brasil, justamente en una época donde la mano de obra esclava venía en declive en el país sudamericano.
Sus principales asentamientos fueron los siguientes: Americana, Campinas, São Paulo, Santa Bárbara del Oeste, Juquiá, Nueva Texas, Eldorado, Río de Janeiro, Río Doce, y Río Assungui en Paraná, ubicados fundamentalmente en el sur y sureste de Brasil, aunque algunos otros lugares del país también recibieron inmigrantes: hubo una colonia asentada en Santarém, al norte del río Amazonas, y los estados de Bahía y Pernambuco en el noreste también recibieron un número significativo de inmigrantes confederados.

## Cultura
Los descendientes promueven una conexión con su historia a través de la Fraternidade Descendência Americana, una organización de descendientes dedicada a preservar la cultura de los inmigrantes. Los descendientes de los confederados también celebran un festival anual en Santa Bárbara del Oeste, llamado Festa Confederada, que se dedica a financiar el Cemitério dos Americanos, lugar de encuentro de la colectividad con los primeros colonos. Durante el festival, se usan banderas y uniformes confederados, mientras se sirven y presentan comidas y bailes típicos del sur de los Estados Unidos.